# دروغ نگو توپ
دروغ نگو توپ (به انگلیسی: Ball Don't Lie) فیلمی محصول سال ۲۰۰۸ و به کارگردانی برین هیل است. در این فیلم بازیگرانی همچون گریسون بوچر، کیم هیدالگو، رزانا آرکت، امیلی دی راوین، نیک کانن، لوداکریس، کرس ویلیامز، دانیا رامیرز، ملیسا لیو، هارولد پرینو، میکلتی ویلیامسون، رابرت ویزدم، استیو هریس، متیو سنت پاتریک و کربی بلیس بلنتون ایفای نقش کرده‌اند.